# Rendezvous
Rendezvous este o arie protejată (arie specială de conservare — SAC, sit de importanță comunitară — SCI) din Republica Cehă întinsă pe o suprafață de 61,53 ha, integral pe uscat.

## Localizare
Centrul sitului Rendezvous este situat la coordonatele 48°44′58″N 16°47′22″E / 48.749444°N 16.789444°E.

## Înființare
Situl Rendezvous a fost declarat sit de importanță comunitară în aprilie 2005 pentru a proteja 3 specii de animale. Situl a fost protejat și ca arie specială de conservare în august 2013.

## Biodiversitate
Situată în ecoregiunea panonică, aria protejată nu include niciun habitat protejat.
La baza desemnării sitului se află mai multe specii protejate de  nevertebrate (3): croitorul mare al stejarului (Cerambyx cerdo), rădașcă (Lucanus cervus), Osmoderma eremita